# J. R. Sakuragi
J. R. Sakuragi (jap. 桜木 ジェイアール, Sakuragi Jeiāru; * 30. Oktober 1976 in Bakersfield, Kalifornien, Vereinigte Staaten als Milton Henderson junior) ist ein eingebürgerter japanischer Basketballspieler der Aisin Sea Horses in der japanischen Profiliga JBL. Der 2,03 Meter große gebürtige US-Amerikaner spielt die Positionen des Center und Power Forward und ist aktueller japanischer Nationalspieler.

## Karriere
Sakuragi, der damals noch Milton „J. R.“ Henderson hieß, verbrachte vier Jahre an der UCLA und gewann mit den Bruins die NCAA-Meisterschaft 1995. In seinem vierten Jahr erzielte er 19 Punkte und acht Rebounds pro Spiel. Henderson wurde im NBA-Draft von 1998 von den Vancouver Grizzlies an 56. Stelle verpflichtet, spielte aber nur in 30 Spielen (drei Punkte pro Spiel) und wurde dann ausgemustert.
Kürzeren Engagements in unterklassigen US-Teams (Los Angeles Stars, Las Vegas Silver Bandits), Venezuela, Israel, Frankreich und Saudi-Arabien folgte 2001 das Angebot, in Japan bei den Aisin Sea Horses zu spielen. Obwohl Henderson zunächst skeptisch war, nahm er es an und spielte fortan in der japanischen Profiliga JBL. Auf Anhieb erzielte er 21 Punkte und 11 Rebounds pro Spiel, war damit fünftbester Korbjäger der Liga. Er wurde ins All-Star-Team gewählt (was er bis heute ununterbrochen schaffte) und trug seinen Teil zum Titelgewinn der Sea Horses 2003 bei.
In den Folgejahren blieben Hendersons Leistungen konstant, und er erzielte 20 Punkte und 10 Rebounds pro Spiel. 2004 folgte die zweite Meisterschaft, doch obwohl er 2004–5 seinen Karrierebestwert von 23 Punkten pro Spiel schaffte, blieben die Sea Horses 2005 ohne Titel. In der Sommerpause ließ sich Henderson nach Venezuela zu den Marinos de Anzoátegui ausleihen, wo er fünf Playoff-Spiele spielte (16 Punkte und sieben Rebounds im Schnitt) und Meister wurde. Ein Jahr später wiederholte er seinen „Sommerausflug“, indem er 25 Spiele für die Grises de Humacao in Puerto Rico spielte. Nach seiner Rückkehr spielte Henderson bei den Sea Horses eine sehr gute Saison 2006–7, erzielte neue Karrierebestwerte von 27 Punkten und 12 Rebounds pro Spiel und gewann den japanischen Pokal.
In jener Saison überredete ihn Sea Horses-Coach Kimikazu Suzuki, die japanische Staatsbürgerschaft zu beantragen. Suzuki wollte Henderson für die japanische Nationalmannschaft spielen sehen, und außerdem würde er als Inländer nicht mehr unter das Ausländer-Gehaltslimit von 180.000 US-Dollar pro Jahr fallen. Da sich Hendersons Familie in Japan heimisch fühlten, folgte er diesem Ansinnen, lernte „grundlegendes Verständnis“ von gesprochenem und schriftlichem Japanisch und prägte sich u. a. 1.750 Kanji ein. Um seine Einbürgerungschancen zu erhöhen, änderte er seinen Namen von Milton Henderson zu „J. R. Sakuragi“ (Kirsch(blüten)baum), was ebenfalls dem Nachnamen von Hanamichi Sakuragi, dem Helden des populären Basketball-Mangas Slam Dunk entspricht. Am 2. Juli 2007 wurde Sakuragi offiziell japanischer Staatsbürger, und debütierte bald auch in der japanischen Nationalmannschaft. Allerdings gelang es ihm nicht, sich für die Olympischen Spiele 2008 in Peking zu qualifizieren. Die Saisons 2007–8 und 2008–9 verliefen hingegen erfolgreich. Sakuragi erzielte weiterhin 20 Punkte und 10 Rebounds und führte Aisin 2008 und 2009 zur Meisterschaft.

## Privatleben
Sakuragi ist mit seiner Frau Jennifer verheiratet und hat eine Tochter. Er nennt Japan mittlerweile seine zweite Heimat.

## Erfolge
- JBL-Meister 2003, 2004, 2008 und 2009 mit den Aisin Sea Horses
- JBL Challenge Cup 2007 mit den Aisin Sea Horses
- JBL-All-Star-Team 2003 bis 2009
- Venezolanischer Meister 2005 mit den Marinos de Anzoátegui
- NCAA-Meisterschaft 1995 mit den UCLA Bruins